# Laserdance Orchestra Vol. 2
Laserdance Orchestra vol. 2 – dziewiąty album studyjny holenderskiego duetu Laserdance, wydany w połowie 1994. Była to druga część podwójnej składanki, na której znalazły się produkcje wytwórni Hotsound, wydane wcześniej wyłącznie na winylowych maxi singlach. Niemal wszystkie utwory powstały w prywatnym studiu członka Laserdance, Michiela van der Kuya, ale sygnowanie ich marką Laserdance nie jest do końca zgodne z prawdą, bowiem większość z nich to instrumentalne wersje piosenek, oryginalnie sygnowanych nazwiskami wokalistów. Na płycie znalazły się także kompozycje Roba van Eijka, współpracującego z van der Kuyem zarówno przy Laserdance, jak i projekcie muzycznym Proxyon.
Na okładce umieszczono dedykację "Thanks to all Laserdance fans for more than ten wonderful years. Special thanks to my whole family, Miriam, Wolfgang, Tommy, Rob, Rene, Kok, Andreas & Niklas."

## Spis utworów
W nawiasach kompozytor, nazwisko oryginalnego wokalisty i rok pierwszego wydania.
1. "Don't Stop" (muz. Michiel van der Kuy & Rob van Eijk /jako Power Machine/, 1987) - 5:42
2. "Que Me Pasa" (muz. Michiel van der Kuy, wokal - Primero, 1988) - 4:55
3. "Make up your Mind" (muz. Rob van Eijk, wokal - Attack, 1989) - 5:31
4. "Move on up" (muz. Rob van Eijk, wokal - Kim Taylor, 1989) - 5:28
5. "You're wrong" (muz. Michiel van der Kuy &  Ruud van Es, wokal - Gotcha!, 1986) - 5:39
6. "Fear" /remix/ (muz. Michiel van der Kuy, 1987) - 6:31
7. "For you" (muz. Michiel van der Kuy, wokal - Sisley Ferré, 1988) - 6:11
8. "Goody's return" (muz. Michiel van der Kuy, 1984) -  8:46
9. "Energy Tonight" (muz. Michiel van der Kuy, wokal - Hansie Ravesteijn /jako Proof Of Energy/, 1984) - 7:40
10. "Laserdance" /space version/ (muz. Fonny De Wulf, 1984) -  8:49
11. "Can't stop" (muz. Michiel van der Kuy, wokal - Jody Pijper /jako Attack/, 1986) - 2:25
12. "Vamos A La Fiesta" (muz. Rob van Eijk, wokal - Primero, 1989) - 6:04